# Kazimierz Gaca
Kazimierz Gaca alias Jean Jacquin (* 1920 in Bydgoszcz (Bromberg); † 1997 oder um 2009) war ein polnischer Kryptoanalytiker und Offizier. Vor dem Zweiten Weltkrieg arbeitete er im Biuro Szyfrów (BS) (deutsch: „Chiffrenbüro“) an der Entzifferung der Funksprüche, die die deutschen Militärs mithilfe ihrer Schlüsselmaschine Enigma verschlüsselten.

## Leben

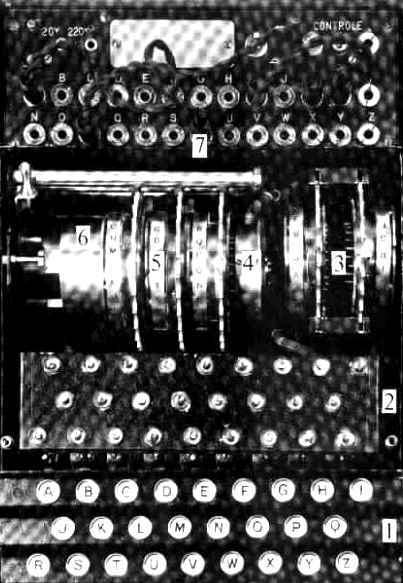
Solche polnischen Enigma-Nachbauten dienten den Kryptoanalytikern bei ihrer Arbeit. Ein Exemplar „schmuggelte“ Kazimierz Gaca bei seiner fünfmonatigen Flucht in den Jahren 1939 bis 1940 aus Polen über Rumänien, Jugoslawien und Griechenland nach Frankreich.

Die bis November 1942 unbesetzte Zone libre bot dem Biuro Szyfrów vorübergehend einen neuen Standort.

Kazimierz wurde als jüngster von vier Söhnen von Aleksandra und Franciszek Gaca nach seinen Brüdern Zbigniew, Czesław und Adam geboren.
Im Jahr 1938 folgte er seinem zwölf Jahre älteren Bruder Zbigniew und trat als damals jüngster Mitarbeiter dem BS4, also dem für deutsche Chiffren zuständigen Referat des BS in Warschau, genauer im Kabaty-Wald von Pyry, bei. Nach dem deutschen Überfall auf Polen im September 1939 musste er, wie alle Mitarbeiter des BS, sein Land verlassen, floh über Rumänien und fand Asyl in Frankreich. Im Château de Vignolles (deutsch Schloss Vignolles) bei Gretz-Armainvilliers, etwa 30 Kilometer südöstlich von Paris, fand er zusammen mit vielen seiner Kollegen einen neuen Stützpunkt. Dort konnte er im „PC Bruno“, einer geheimen nachrichtendienstlichen Einrichtung der Alliierten, seine erfolgreiche kryptanalytische Arbeit gegen die Enigma fortsetzen. Mit der deutschen Offensive gegen Frankreich im Juni 1940 musste er erneut vor der anrückenden Wehrmacht flüchten und fand einen neuen Standort (Tarnname: „Cadix“) bei Uzès in der freien südlichen Zone Frankreichs (Zone libre).
Im März 1943, beim Versuch aus dem inzwischen von deutschen Truppen komplett besetzten Frankreich ins benachbarte Spanien zu fliehen, wurde er zusammen mit seinen Freunden und Kollegen Edward Fokczyński und Antoni Palluth gefangen genommen. Sie wurden in der Folge im KZ Sachsenhausen interniert. Fokczyński starb dort im Jahr 1944 an Auszehrung. Palluth kam im April 1945 auf tragische Weise ums Leben, als die Heinkel-Flugzeugwerke, in denen er als KZ-Häftling gezwungenermaßen arbeiten musste, durch einen alliierten Bombenangriff teilweise zerstört wurden. In dem Moment, als ein Bombensplitter Palluth tödlich verletzte, stand Kazimierz Gaca nur fünfzig Meter entfernt. Er überlebte.
Nach dem Krieg, im Jahr 1947, trat er, wie auch Sylwester Palluth, ein Cousin von Antoni Palluth, der von Général Gustave Bertrand geleiteten französischen Geheimdienstabteilung bei. Im Jahr 1950 heiratete er Monique Isambert, die Tochter des Chauffeurs des Generals, und blieb mit ihr in Südfrankreich.
Für seine Verdienste wurde er in die Légion d’Honneur (Ehrenlegion) aufgenommen. Er überlebte alle seine Freunde und Kollegen vom BS und konnte 1989 den Fall des Kommunismus in seinem Heimatland Polen miterleben, in das er nie mehr zurückkehrte.